# De Duistere Grot
De Duistere Grot (Engels:The Haunted Cave) is het derde deel uit de jeugdboekenserie Spookermonde van de Amerikaanse auteur Christopher Pike. Het verscheen in 1995 in de Verenigde Staten en werd in 1997 vertaald in het Nederlands.

## Verhaal
Adam wil een grot onderzoeken waarover angstaanjagende verhalen de ronde doen. Watch, Sally en Cindy vergezellen hem maar eenmaal in de grot sluit de ingang zich achter hen en zitten ze opgesloten in het donker. Ze trekken dieper de grot maar stellen al snel vast dat iets hen achtervolgt.

## Personages
- Cindy Makey
- Adam Freeman
- Watch
- Sara Wilcox